# Arte pela arte
Arte pela arte é um sistema de crenças que defende a autonomia da arte, desligando-a de razões funcionais, pedagógicas ou morais e privilegiando apenas a Estética.
A origem desse conceito remonta a Aristóteles, mas só foi desenvolvido e consolidado em meados do século XVIII. Seu primeiro formulador foi Alexander Baumgarten, que criou a palavra  "estética" em 1750, e a definiu como alheia à moral e até mesmo ao prazer. Kant logo em seguida aprofundou a questão dizendo que o prazer estético é desinteressado e não visa outras coisas além de si mesmo, o que encontrou apoio nas idéias de Schelling e Hegel. Em 1804, Benjamin Constant sumarizou o debate cunhando a expressão "arte pela arte".
Usada pelos românticos alemães, logo a França se torna o centro dessa teoria, tendo como grande divulgador Théophile Gautier, que a emprega para atacar o moralismo e o utilitarismo que via como inimigos da verdadeira arte, chegando ao ponto de colocar em oposição a Beleza e a Utilidade. A influência de suas idéias se alastrou para os Estados Unidos, onde teve em Edgar Allan Poe um divulgador de peso, que conseguiu a conversão de Baudelaire e Mallarmé a este sistema. Na Inglaterra, a teoria é defendida por Swinburne, e nesse país ela adquire um significado profundo com o trabalho de John Keats, que identificava Verdade com Beleza e assim colocava a Estética em primeiro plano. Desde então, "arte pela arte" é um sinônimo de esteticismo.